# هارونا شايبو
هارونا شايبو (بالإنجليزية: Haruna Shaibu)‏ هو لاعب كرة قدم غاني في مركزي الوسط والدفاع، ولد في 25 أكتوبر 1998 في أكرا في غانا. لعب مع International Allies F.C. ‏.